# La hija del penal
La hija del penal es una película musical mexicana de 1949, producida y dirigida por Fernando Soler y protagonizada por María Antonieta Pons, Andrés Soler y Rubén Rojo.

## Argumento
María Gómez (María Antonieta Pons) nació y creció en un penal. Al pasar los años, parte para trabajar a un cabaret. Su propietario, el capo Gustavo Aranzuela (Andrés Soler), la aloja y protege. Allí conoce a Ernesto del Villar (Rubén Rojo), de quien se enamora. Pero un maleante interesado en ella les tiende una trampa. Ernesto viaja con María a la frontera sin saber que transporta droga. Ambos son capturados y enviados a la cárcel.

## Reparto
- María Antonieta Pons ... María Gómez
- Andrés Soler ... Gustavo Aranzuela
- Rubén Rojo ... Ernesto del Villar
- Amparito Arozamena ... Rosa
- Alejandro Cobo... El Chapa
- Alejandro Ciangherotti ... El Peligroso
- Mimí Derba ... La Abadesa
- Aurora Walker ... La Primorosa
- Jesús García ... El Ratón
- María Gentil Arcos ... Dueña de la casa de huéspedes
- Ángel Infante ... Policía

## Comentarios
Mauricio Peña, en Somos, afirmó de la película: «María Antonieta Pons fue la estrella de La hija del penal, melodrama realizado por un actor convertido en director: Fernando Soler. María Antonieta salió bien librada al enfrentarse, con su actuación, a Andrés Soler. No faltan los números de baile y ella sorprendió al aparecer con cabellera rubia».